# Piotr Smirnow-Swietłowskij
 Piotr Iwanowicz Smirnow-Swietłowskij (ros. Петр Иванович Смирнов-Светловский) (ur. 20 lipca?/1 sierpnia 1897 w Sulinie, zam. 17 marca 1940 w Moskwie) – radziecki wojskowy, flagman floty II rangi, działacz komunistyczny.

## Życiorys
Urodził się w miasteczku Sulin w rodzinie lekarza. W 1900 r. przeniósł się do Nowoczerkaska, gdzie ukończył szkołę średnią w 1916 roku. Jeszcze w trakcie nauki w 1914 roku wstąpił do SDPRR(b), został członkiem frakcji bolszewików. W 1916 roku rozpoczął naukę w Petersburskim Instytutu Politechnicznego na wydziale elektromechanicznym. Uczestniczył w pracach petersburskiej organizacji SDPRR(b). 
Po wybuchu rewolucji lutowej w Rosji w 1917 roku został skierowany przez partię  do Kronsztadu, gdzie redagował i wydawał gazety: „Gołos prawdy” i „Proleterskoje dieło”. Po wybuchu rewolucji październikowej wszedł w skład komitetu marynarskiej na minowcu „Amur”, a później komisarzem i szefem sztabu oddziału marynarzy z Kronsztadu. W lutym 1918 roku był dowódcą oddziału marynarzy-saperów, którzy zajmował się usuwaniem min pod Pskowem. Po zawarciu traktatu brzeskiego w marcu 1918 roku powrócił do Kronsztadu, gdzie w radzie Kronsztadu kierował działem wydawniczo-propagandowym i jednocześnie był redaktorem gazety „Izwiestia Kronsztadzkiego Sowietu”. 
W lipcu 1918 roku skierowany na front wschodni, gdzie został szefem sztabu Wołżańskiej Flotylli Wojennej, a we wrześniu został dowódcą oddziału kawalerii 5 Armii, który działał na zapleczu wojsk białogwardyjskich. W grudniu 1918 roku powrócił do Kronsztadu, gdzie został komisarzem twierdzy Kronsztad i jednocześnie przewodniczącym trybunału rewolucyjnego. Brał udział w odparciu oddziałów natarcia gen. Judenicza na Piotrogród na wiosnę 1919 roku, tworząc oddziały marszowe z marynarzy. Następnie ponownie na wschodzie, gdzie w kwietniu 1919 roku został dowódcą Wołżańskiej Flotylli Wojennej, a potem w sierpniu 1919 roku dowódcą Dnieprzańskiej Flotylli Wojennej, którą dowodził do grudnia 1920 roku (z przerwą sierpień – wrzesień 1920). W tym czasie uczestniczył w walkach przeciwko wojskom Ukraińskiej Republiki Ludowej, wojskom gen. Denikina oraz przeciwko wojskom polski w czasie wojny polsko-bolszewickiej. W okresie od sierpnia do września 1920 roku był dowódcą Morskiej Dywizji Ekspedycyjnej, która wzięła udział w odparciu desantu wojsk gen. Wrangla pod Mariupolem. 
Po zakończeniu wojny domowej pozostał w rezerwie dowództwa Sił Morskich Armii Czerwonej, jednocześnie wznowił studia na wydziale elektromechanicznym Petersburskiego Instytutu Politechnicznego. W marcu 1922 roku wstąpił do Akademii Marynarki Wojennej. W trakcie pobytu w akademii w okresie od lipca do grudnia 1924 roku jako starszy asystent i komisarz okrętu patrolowego „Worowskij” uczestniczył w rejsie z Archangielska do Władywostoku. Następnie został skierowany do Chin, gdzie był starszym doradcą wojskowym i szefem biura marynarki wojennej. 
Po ukończeniu misji w Chinach, powrócił do Akademii Marynarki Wojennej, gdzie w 1927 roku ukończył studia. Następnie został dowódcą niszczyciela „Engels”. W kwietniu 1929 roku został dowódcą 1 Dywizjonu Niszczycieli Floty Bałtyckiej. W sierpniu 1929 roku kierował zespołem okrętów wojennych, który odwiedził z oficjalną wizytą w Niemczech, a lutym 1930 roku był członkiem delegacji, która udała się do Niemiec w celu zapoznania się z niemiecką marynarka wojenną. W październiku 1930 roku został inspektorem, a w 1931 zastępca inspektora Zarządu Sił Morskich Armii Czerwonej. W 1932 roku był ekspertem radzieckiej delegacji na konferencję genewską w sprawie redukcji uzbrojenia. 
W marcu 1934 roku został inspektorem floty Armii Czerwonej. W marcu 1934 roku był dowódca lodołamacza „Krasin”, który uczestniczył w akcji ratowania załogi statku „Czeluskin”. 
W sierpniu 1937 roku został dowódcą Floty Czarnomorskiej, którą dowodził do grudnia 1937 roku. W styczniu 1938 roku został I zastępca Ludowego Komisarza Marynarki Wojennej ZSRR, a z uwagi że ówcześni ludowi komisarze Piotr Smirnow i Michaił Frinowski nie znali się na marynarce wojennej, faktycznie był dowódcą Marynarki Wojennej Armii Czerwonej. 
W dniu 26 marca 1939 roku został aresztowany pod zarzutem udziału w spisku wojskowym i 16 marca 1940 roku Kolegium Wojskowe Sądu Najwyższego ZSRR skazał go na karę śmierci. Wyrok wykonano już następnego dnia 17 marca 1940 roku. 
Decyzją Kolegium Wojskowego Sądu Najwyższego ZSRR z 23 czerwca 1956 roku został zrehabilitowany.

## Awanse
- flagman II rangi (Флагман 2-го ранга) (02.12.1935, rozkaz nr 2500)[2]
- flagman I rangi (Флагман 1-го ранга) (15.08.1937, rozkaz nr 3090/π)[3]
- flagman floty II rangi (Флагман флота 2-го ранга) (22.02.1938)[4]

## Odznaczenia
- Order Lenina (1938)
- Order Czerwonego Sztandaru (1920)
- Order Czerwonej Gwiazdy (1934)
- Medal jubileuszowy „XX lat Robotniczo-Chłopskiej Armii Czerwonej” (1938)